# Nebulosa de l'Homuncle
La nebulosa Homuncle o nebulosa de l'Homuncle és una nebulosa d'emissió de l'hemisferi sud que s'hi troba envoltant l'estel Eta Carinae a la constel·lació de la Quilla. De forma bilobulada, també és coneguda com a nebulosa d'Eta Carinae. El terme homunculus significa «homenet» en llatí i va ser introduït pel físic i astrònom argentí Enrique Gaviola, qui la va identificar i estudiar emprant el telescopi de 1,5 m de l'Estació Astrofísica de Bosque Alegre.
Hom creu que està formada per pols estel·lar i gas expulsat per l'estel en una erupció detectada al voltant de 1840, època en la qual Eta Carinae constituïa el segon estel més lluminós del firmament nocturn. Des de llavors, la seva lluentor hauria minvat a causa de la presència del núvol. Al seu interior existeix una altra estructura anomenada «l'homuncle», que hom creu va ser produïda per una erupció de menor intensitat que va tenir lloc a la fi del segle XIX.